# Mecano: Siglo XXI
Mecano: Siglo XXI es el título de la antología más completa del grupo español de música pop Mecano publicado hasta la fecha. Esta antología viene publicada en dos formatos: formato sencillo y formato de lujo.
En los dos CD de audio de Siglo XXI están todas las canciones míticas del grupo, son 17 temas de Nacho Cano y 16 de José María Cano, desde la primera «Hoy no me puedo levantar» hasta «Stereosexual» y, «Cuerpo y corazón» dos de los temas inéditos del álbum Ana|José|Nacho de 1998. Como novedades trae una canción inédita de José María Cano grabada en 2009 especialmente para esta antología y se trata de «María Luz» con la Orquesta London Ensemble y dos remezclas realizadas también en el año 2009 de los temas «Un año más» y, «La fuerza del destino».
El formato sencillo (doble CD de audio) trae el mismo repertorio musical. Una edición de lujo en formato de CD-Libro de gran tamaño, contiene 96 páginas con textos y abundante material gráfico, además de sus 2 CD de audio + 2 DVD contentivo de videoclips, presentaciones en programas musicales y algunas presentaciones en concierto.
A la par con el recopilatorio se lanza el videojuego SingStar Mecano para PlayStation 2 y PlayStation 3, que recuerda las canciones más conocidas del grupo.

## Edición sencilla: 2 CD
| CD 1 |                               |                 |          |  |
| N.º  | Título                        | Escritor(es)    | Duración |  |
| 1.   | «Hoy no me puedo levantar»    | Nacho Cano      | 3:18     |  |
| 2.   | «Me colé en una fiesta»       | Nacho Cano      | 4:17     |  |
| 3.   | «Maquillaje»                  | Nacho Cano      | 2:31     |  |
| 4.   | «Perdido en mi habitación»    | Nacho Cano      | 3:46     |  |
| 5.   | «Barco a Venus»               | Nacho Cano      | 3:19     |  |
| 6.   | «Japón»                       | Nacho Cano      | 4:07     |  |
| 7.   | «Hawaii-Bombay»               | José María Cano | 4:11     |  |
| 8.   | «La estación»                 | Nacho Cano      | 4:16     |  |
| 9.   | «Aire»                        | José María Cano | 4:34     |  |
| 10.  | «Cruz de navajas»             | José María Cano | 5:01     |  |
| 11.  | «No es serio este cementerio» | José María Cano | 4:36     |  |
| 12.  | «Me cuesta tanto olvidarte»   | José María Cano | 2:56     |  |
| 13.  | «Hijo de la luna»             | José María Cano | 4:20     |  |
| 14.  | «No hay marcha en Nueva York» | José María Cano | 4:18     |  |
| 15.  | «Los amantes»                 | Nacho Cano      | 2:55     |  |
| 16.  | «Mujer contra mujer»          | José María Cano | 4:07     |  |
| 17.  | «Un año más»                  | Nacho Cano      | 4:33     |  |

| CD 2 |                                                                   |                 |          |  |
| N.º  | Título                                                            | Escritor(es)    | Duración |  |
| 1.   | «La fuerza del destino»                                           | Nacho Cano      | 5:12     |  |
| 2.   | «“Eungenio” Salvador Dalí»                                        | José María Cano | 5:28     |  |
| 3.   | «El cine»                                                         | Nacho Cano      | 4:03     |  |
| 4.   | «Quédate en Madrid»                                               | José María Cano | 2:18     |  |
| 5.   | «El 7 de septiembre»                                              | Nacho Cano      | 5:03     |  |
| 6.   | «Naturaleza muerta»                                               | José María Cano | 5:05     |  |
| 7.   | «Dalai Lama»                                                      | Nacho Cano      | 5:33     |  |
| 8.   | «Una rosa es una rosa»                                            | José María Cano | 4:51     |  |
| 9.   | «El fallo positivo»                                               | Nacho Cano      | 4:00     |  |
| 10.  | «Bailando salsa»                                                  | José María Cano | 4:11     |  |
| 11.  | «El uno, el dos, el tres»                                         | José María Cano | 4:43     |  |
| 12.  | «Stereosexual»                                                    | José María Cano | 3:45     |  |
| 13.  | «Cuerpo y corazón»                                                | Nacho Cano      | 3:39     |  |
| 14.  | «María Luz»                                                       | José María Cano | 4:20     |  |
| 15.  | «Un año más (Pedro Del Moral/J.Jacobsen/Kung Foo & Anzwer Remix)» | Nacho Cano      | 3:52     |  |
| 16.  | «La fuerza del destino (Rmx Ed. Catcomplex & Sidechains)»         | Nacho Cano      | 4:29     |  |

## Edición de lujo: 1 libro de gran tamaño cubierta empastada en tela negra. (96 págs.) + 2 CD + 2 DVD
| CD 1 |                               |                            |          |  |
| N.º  | Título                        | Escritor(es)               | Duración |  |
| 1.   | «Hoy no me puedo Levantar»    | Nacho Cano/José María Cano | 3:18     |  |
| 2.   | «Me colé en una fiesta»       | Nacho Cano                 | 4:17     |  |
| 3.   | «Maquillaje»                  | Nacho Cano                 | 2:31     |  |
| 4.   | «Perdido en mi habitación»    | Nacho Cano                 | 3:46     |  |
| 5.   | «Barco a Venus»               | Nacho Cano                 | 3:19     |  |
| 6.   | «Japón»                       | Nacho Cano                 | 4:07     |  |
| 7.   | «Hawaii-Bombay»               | José María Cano            | 4:11     |  |
| 8.   | «La estación»                 | Nacho Cano                 | 4:16     |  |
| 9.   | «Aire»                        | José María Cano            | 4:34     |  |
| 10.  | «Cruz de navajas»             | José María Cano            | 5:01     |  |
| 11.  | «No es serio este cementerio» | José María Cano            | 4:36     |  |
| 12.  | «Me cuesta tanto olvidarte»   | José María Cano            | 2:56     |  |
| 13.  | «Hijo de la Luna»             | José María Cano            | 4:20     |  |
| 14.  | «No hay marcha en Nueva York» | José María Cano            | 4:18     |  |
| 15.  | «Los amantes»                 | Nacho Cano                 | 2:55     |  |
| 16.  | «Mujer contra mujer»          | José María Cano            | 4:07     |  |
| 17.  | «Un año más»                  | Nacho Cano                 | 4:33     |  |

| CD 2 |                                                                   |                 |          |  |
| N.º  | Título                                                            | Escritor(es)    | Duración |  |
| 1.   | «La fuerza del destino»                                           | Nacho Cano      | 5:12     |  |
| 2.   | «“Eungenio” Salvador Dalí»                                        | José María Cano | 5:28     |  |
| 3.   | «El cine»                                                         | Nacho Cano      | 4:03     |  |
| 4.   | «Quédate en Madrid»                                               | José María Cano | 2:18     |  |
| 5.   | «El 7 de septiembre»                                              | Nacho Cano      | 5:03     |  |
| 6.   | «Naturaleza muerta»                                               | José María Cano | 5:05     |  |
| 7.   | «Dalai Lama»                                                      | Nacho Cano      | 5:33     |  |
| 8.   | «Una rosa es una rosa»                                            | José María Cano | 4:51     |  |
| 9.   | «El fallo positivo»                                               | Nacho Cano      | 4:01     |  |
| 10.  | «Bailando salsa»                                                  | José María Cano | 4:11     |  |
| 11.  | «El uno, el dos, el tres»                                         | José María Cano | 4:43     |  |
| 12.  | «Stereosexual»                                                    | José María Cano | 3:45     |  |
| 13.  | «Cuerpo y corazón»                                                | Nacho Cano      | 3:39     |  |
| 14.  | «María Luz»                                                       | José María Cano | 4:20     |  |
| 15.  | «Un año más (Pedro Del Moral/J.Jacobsen/Kung Foo & Anzwer Remix)» | Nacho Cano      | 3:52     |  |
| 16.  | «La fuerza del destino (Rmx Ed. Catcomplex & Sidechains)»         | Nacho Cano      | 4:29     |  |

DVD 1
| N°  | Video                                                                           |
| --- | ------------------------------------------------------------------------------- |
| 01. | "Japón"                                                                         |
| 02. | "Hijo de la Luna"                                                               |
| 03. | "Figlio della Luna"                                                             |
| 04. | "No hay marcha en Nueva York"                                                   |
| 05. | "Mujer contra mujer"                                                            |
| 06. | "La fuerza del destino"                                                         |
| 07. | "El 7 de septiembre"                                                            |
| 08. | "Naturaleza muerta"                                                             |
| 09. | "Dalai Lama"                                                                    |
| 10. | "Dalai Lama" (club remix)                                                       |
| 11. | "Una rosa es una rosa"                                                          |
| 12. | "El fallo positivo"                                                             |
| 13. | "Tú"                                                                            |
| 14. | "El club de los humildes"                                                       |
| 15. | "Stereosexual"                                                                  |
| 16. | "Otro muerto"                                                                   |
| 17. | "Perdido en mi habitación" (concierto Madrid, 1982)                             |
| 18. | "Boda en Londres" (concierto Madrid, 1982)                                      |
| 19. | "Quiero vivir en la ciudad" (concierto Madrid, 1982)                            |
| 20. | "Súper Ratón" (concierto Madrid, 1982)                                          |
| 21. | "Por la cara" (concierto "Música para vivir", contra la droga fad, 1989)        |
| 22. | "Mujer contra mujer" (concierto "Música para vivir", contra la droga fad, 1989) |
| 23. | "«Eungenio» Salvador Dalí" (en directo, gira 1992)                              |
| 24. | "Dalai Lama" (en directo, gira 1992)                                            |
| 25. | "Tú" (en directo, gira 1992)                                                    |
| 26. | "Barco a Venus" (en directo, gira 1992)                                         |

DVD 2
| N°  | Video                                                      |
| --- | ---------------------------------------------------------- |
| 01. | "Hoy no me puedo levantar" (especial en directo TVE, 1984) |
| 02. | "No pintamos nada" (especial en directo TVE, 1984)         |
| 03. | "Hawaii-Bombay" (especial en directo TVE, 1984)            |
| 04. | "Me río de Janeiro" (especial en directo TVE, 1984)        |
| 05. | "Aire" (especial en directo TVE, 1984)                     |
| 06. | "Busco algo barato" (especial en directo TVE, 1984)        |
| 07. | "La estación" (especial en directo TVE, 1984)              |
| 08. | "Me colé en una fiesta" (especial en directo TVE, 1984)    |
| 09. | "Barco a Venus" (especial en directo TVE, 1984)            |
| 10. | "Ya viene el Sol" (especial en directo TVE, 1984)          |
| 11. | "El mapa de tu corazón" (especial en directo TVE, 1984)    |
| 12. | "Japón" (especial en directo TVE, 1984)                    |
| 13. | "Maquillaje" (especial en directo TVE, 1984)               |
| 14. | "Me voy de casa" (especial en directo TVE, 1984)           |
| 15. | "Cruz de navajas" (en directo, gira 1988)                  |
| 16. | "Mujer contra mujer" (en directo, gira 1988)               |
| 17. | "Un año más" (en directo, gira 1988)                       |
| 18. | "Los amantes" (en directo, gira 1988)                      |
| 19. | "Hijo de la Luna" (en directo, gira 1991)                  |
| 20. | "Dalai Lama" (en directo, gira 1991)                       |
| 21. | "«Eungenio» Salvador Dalí" (en directo, gira 1991)         |
| 22. | "La fuerza del destino" (en directo, gira 1991)            |

- Datos: Q6128172